# Ерфуртски конгрес
Ерфуртски конгрес је био сусрет Наполеона и руског цара Александра I Романова од 27. септембра до 14. октобра 1808. године.
Сврха конгреса је била да се потврди савез, који је постигнут Тилзитским споразумом из 1807. године. У Тилзиту је Наполеон успео да од руског цара створи савезника. Међутим за годину дана на руском двору је расло антифранцуско расположење, које је претило новоствореном савезу Француске и Русије. Наполеон и његов министар спољних послова Жан Батист де Шампањи намеравали су да још једном ојачају савез, да би могли да среде проблеме у Шпанији и да се лакше припреме за рат са Аустријом. Шарл де Талеран је дошао до закључка да Наполеон води Француску у пропаст, па је тајно саветовао руског цара да се одупре Наполеоновим захтевима.
У Ерфурту је Наполеон покушао да запрепасти руског цара славом и величином француског царства. Састанак два цара претворио се у конференцију, на којој су учествовали бројни краљеви, кнежеви и војводе и друго племство из целе Европе. Током Ерфуртског конгреса приказивало се шеснаест француских трагедија. На конгрес су стигли Гете и Артур Шопенхауер. 
Закључци конгреса су објављени као ерфуртска конвенција у 14 чланова.
- Велика Британија се позивала да прекине рат против Француске
- признавала се власт Русије над Финском
- У случају рата са Аустријом Русија је требало свим средствима и војском да помогне Француској

Цареви су напустили Ерфурт 14. октобра. У априлу 1809. започео је рат Француске са Аустријом, а цар Александар се једва држао споразума. Русија је помагала што је мање могла, уместо да помаже што може више. До 1810. Русија и Француска су почеле разматрати могућност међусобног рата. Ерфуртски конгрес је био последњи састанак два цара. Русија је 1812. престала да примењује Наполеонов континентални систем економске блокаде Велике Британије. У Русији је нарасло антифранцуско расположење. Русија је повећала трошкове одбране, а допремили су и војску припремајући се за инвазију Пољске. Наполеон је превентивно напао први са много већом војском. Након Тилзитског мира мало њих је веровало да ће две најјаче силе Европе мирно коегзистирати. Ерфуртски конгрес је одгодио избијање рата између две европске силе.